# Stazione di Amsterdam Lelylaan
La stazione di Amsterdam Lelylaan è una stazione ferroviaria secondaria nella città di Amsterdam, Paesi Bassi. È una stazione passante di superficie a quattro binari, di cui due sulla linea ferroviaria Amsterdam-Schiphol e due sulle linea 50 della metropolitana di Amsterdam.